# Специальный армейский корпус (Армения)
Специальный армейский корпус (арм. Հատուկ բանակային կորպուս) или Особый армейский корпус — один из армейских корпусов Сухопутных войск Армении.

## История
Специальный корпус был образован в августе 2021 года с целью усиления безопасности южных границ Армении. По данным армянских СМИ, он был образован в результате объединения 1-го и частично 4-го армейских корпусов: образование нового корпуса должно было усилить группировку армянских войск в Сюнике.
Первым командиром корпуса был назначен генерал-майор Артак Будагян, ранее занимавший пост командующего 4-м корпусом. Его заместителями были Баграт Матевосян (как начальник штаба) и Самвел Погосян.
В феврале 2023 года командиром корпуса был назначен начальник Главного оперативного управления Генштаба ВС Армении Армен Гёзалян, а на должности его заместителей — Левон Касьян и Гагик Погосян.

## Руководство

### Командующие
- генерал-майор Артак Будагян[арм.] (26 августа 2021[3] — 1 февраля 2023[2])
- Армен Гёзалян[арм.] (1 февраля 2023)[2]

### Заместители
- Самвел Погосян (до 1 февраля 2023)[2][4]
- Гагик Погосян (с 1 февраля 2023)[2][4]

### Начальники штаба
- Баграт Матевосян (до 1 февраля 2023)[2][4]
- Левон Касьян (с 1 февраля 2023)[2][4]